# ألان بوث
ألان بوث (بالإنجليزية: Alan Booth)‏ هو كاتب بريطاني، ولد في 1946، وتوفي في 24 يناير 1993 بسبب سرطان القولون.